# 陳鴻猷
陳鴻猷（1541年—1571年），字用忠，號葵暘，福州府閩縣人，福建福州左衛軍籍。

## 生平
八月十九日生，行一，治《禮記》，由府學生中式嘉靖四十三年（1564年）甲子科福建鄉試第六十三名舉人，年二十五歲中式嘉靖四十四年乙丑科會試中式第三百一名，第三甲第二百八十八名進士。工部观政，隆慶元年（1567年）二月授番禺知县，四年四月升徽州府同知，五年卒。

## 家族
曾祖陳策，壽官；祖陳昻；父陳著；母林氏。重慶下，妻王氏，弟鴻勛；鴻休；鴻謨；鴻磐；鴻烈；鴻圖；鴻章；鴻化；鴻績。